# Evoluzione territoriale della Grecia

Mappa dell'evoluzione territoriale della Grecia

I confini della Grecia dal Protocollo di Londra del 22 marzo 1829 fino all'adesione del Dodecaneso sono stati modificati nove volte e le sue estensioni territoriali sono state sette.

## Primi confini della Grecia indipendente
La Conferenza di Poros del 1828, subito dopo la battaglia di Navarino, ebbe il compito principale di delineare i futuri confini dello stato greco. Giovanni Capodistria presentò due piani per il confine terrestre:
1. Linea Arta–Volos e 3,5 km a nord del Golfo di Arta
2. La linea Haliacmon – Metsovo – Mar Ionio (linea Haliacmon- Aoös)

Secondo il Protocollo di Londra (1829), il confine terrestre a nord fu stabilito sulla linea Arta-Volos. Gli inglesi si opposero fermamente al confine nella Grecia occidentale a causa del loro interesse a mantenere la terraferma di fronte al protettorato britannico delle Isole Ionie lontana dalle mani greche, per timore che incoraggiasse aspirazioni irredentiste nelle isole. Il successivo Protocollo di Londra (1830), tuttavia, restituì il confine terrestre alla linea Aspropotamos-Spercheios.
Il Trattato di Costantinopoli (1832), confermato alla Conferenza di Londra del 1832 stabilì il nuovo confine terrestre del Regno di Grecia, finalmente sulla linea Arta-Volos.

## Modifiche successive
- 2 maggio 1864 (Trattato di Londra): Unione delle Isole Ionie con la Grecia
- 2 luglio 1881 (Convenzione di Costantinopoli): Annessione della Tessaglia (tranne Elassona) e della Prefettura di Arta
- 4 dicembre 1897 (Trattato di Costantinopoli): in seguito alla guerra greco-turca del 1897, vengono intrapresi piccoli adeguamenti territoriali alla linea di confine greco-ottomana a favore degli ottomani. Creta diventa uno stato autonomo con un principe greco come alto commissario.
- 30 maggio 1913 (Trattato di Londra): dopo la prima guerra balcanica, la Grecia si assicura gran parte della Macedonia e dell'Epiro, oltre a Creta; lo status dell'Epiro settentrionale e delle isole del Mar Egeo orientale, occupate dall'esercito greco, rimane indeterminato. Le conquiste greche sono riconosciute dall'Impero ottomano nel Trattato di Atene del 14 novembre 1913.
- 1º giugno 1913 ( Trattato greco-serbo di pace, amicizia e protezione reciproca): delineazione del confine greco-serbo (oggi confine tra la Grecia e la Macedonia del Nord).
- 10 agosto 1913 (Trattato di Bucarest): dopo la seconda guerra balcanica, la Grecia si assicura la Macedonia orientale dalla Bulgaria, fino a Kavala.
- 17 dicembre 1913 Protocollo di Firenze del 1913): Le grandi potenze assegnano l'Epiro settentrionale all'Albania e ordinano alle truppe greche di partire.
- 13 febbraio 1914 (Protocollo di Firenze del 1914) Le grandi potenze assegnano le isole dell'Egeo orientale (a eccezione del Dodecaneso occupato dagli italiani) alla Grecia. Imbros, Tenedos e Kastellorizo vengono restituiti all'Impero ottomano.
- 27 novembre 1919 (Trattato di Neuilly): Tracia occidentale, già bulgara, viene annessa alla Grecia.
- 10 agosto 1920 (Trattato di Sèvres): la Tracia orientale fino alla Chataldja viene annessa alla Grecia; la zona di Smirne viene posta sotto il controllo greco per cinque anni, dopodiché un plebiscito ne determinerà il destino futuro.
- 24 luglio 1923 (Trattato di Losanna): in seguito alla guerra greco-turca del 1919-1922, il Trattato di Sèvres viene annullato. La Tracia orientale e Smirne ritornano al controllo turco, così come il Triangolo di Karagach al posto delle riparazioni. Viene concordato uno scambio di popolazione tra greci e turchi.
- 10 febbraio 1947 (Trattato di Parigi): Il Dodecaneso viene trasferito alla Grecia.